# Équipe de Tunisie de football au Championnat d'Afrique des nations 2016
 (janvier 2022).
Si vous disposez d'ouvrages ou d'articles de référence ou si vous connaissez des sites web de qualité traitant du thème abordé ici, merci de compléter l'article en donnant les références utiles à sa vérifiabilité et en les liant à la section « Notes et références ».
L'équipe de Tunisie de football participe au Championnat d'Afrique des nations de football 2016 organisée en Rwanda du 16 janvier au 7 février 2016.

## Qualifications
| Rang | Équipe  | J | G | N | P | Bp | Bc | Diff | Pts |
| ---- | ------- | - | - | - | - | -- | -- | ---- | --- |
| 1    | Maroc   | 4 | 3 | 1 | 0 | 11 | 3  | +8   | 10  |
| 2    | Tunisie | 4 | 1 | 1 | 2 | 4  | 5  | -1   | 4   |
| 3    | Libye   | 4 | 1 | 0 | 3 | 1  | 8  | -7   | 3   |

| 15 juin 2015 | Maroc      | 1–1 | Tunisie     | Stade Mohammed-V, Casablanca       |                                    |
| 20:00 UTC±0  | Hafidi 68e |     | Aouadhi 39e | Arbitrage : Ousmane Karembe (Mali) | Arbitrage : Ousmane Karembe (Mali) |

| 18 juin 2015 | Libye          | 1–0 | Tunisie | Stade Mohammed-V, Casablanca      |                                   |
| 22:00 UTC±0  | Al Khritli 75e |     |         | Arbitrage : Brian Miiro (Ouganda) | Arbitrage : Brian Miiro (Ouganda) |

| 19 octobre 2015 | Tunisie   | 1–0 | Libye | Stade olympique de Radès, Radès      |                                      |
| 18:00 UTC+1     | Bguir 75e |     |       | Arbitrage : Redouane Necib (Algérie) | Arbitrage : Redouane Necib (Algérie) |

| 25 octobre 2015 | Tunisie                 | 2–3 | Maroc                                             | Stade olympique de Radès, Radès          |                                          |
| 18:00 UTC+1     | Machani 28e · Bguir 80e |     | Khadrouf 20e · Achchakir 70e (pen.) · Ounajem 84e | Arbitrage : Ibrahim Nour El Din (Égypte) | Arbitrage : Ibrahim Nour El Din (Égypte) |

## Équipe

### Effectif
- Sélectionneur :  Hatem Missaoui

| No | Pos. | Nom                    | Date de naissance          | Club                 |
| -- | ---- | ---------------------- | -------------------------- | -------------------- |
| 1  | G    | Rami Jridi             | 15 septembre 1984 (31 ans) | Club sportif sfaxien |
| 2  | D    | Iheb Mbarki            | 14 février 1992 (23 ans)   | Espérance de Tunis   |
| 3  | D    | Sliman Kchok           | 7 mai 1994 (21 ans)        | Club bizertin        |
| 4  | D    | Zied Boughattas        | 5 decembre 1990 (25 ans)   | Espérance de Tunis   |
| 5  | D    | Ali Machani            | 12 juillet 1993 (22 ans)   | Espérance de Tunis   |
| 6  | M    | Yassine Meriah         | 2 juillet 1993 (22 ans)    | Club sportif sfaxien |
| 7  | D    | Marouène Tej           | 28 avril 1988 (27 ans)     | Étoile du Sahel      |
| 8  | M    | Abdelkader Oueslati    | 7 octobre 1991 (24 ans)    | Club Africain        |
| 9  | A    | Ahmed Akaichi          | 23 février 1989 (26 ans)   | Étoile du Sahel      |
| 10 | A    | Iheb Msakni            | 13 juillet 1988 (27 ans)   | Étoile du Sahel      |
| 11 | A    | Adem Rejaibi           | 5 avril 1994 (21 ans)      | Espérance de Tunis   |
| 12 | D    | Ali Maaloul            | 1 janvier 1990 (26 ans)    | Club sportif sfaxien |
| 13 | M    | Karim Aouadhi          | 2 juin 1986 (29 ans)       | Club sportif sfaxien |
| 14 | M    | Mohamed Amine Ben Amor | 3 mai 1992 (23 ans)        | Étoile du Sahel      |
| 15 | M    | Mohamed Ali Moncer     | 28 avril 1991 (24 ans)     | Club sportif sfaxien |
| 16 | G    | Mohamed Jebali         | 28 juin 1990 (25 ans)      | Étoile du Sahel      |
| 17 | D    | Hamza Mathlouthi       | 25 juillet 1992 (23 ans)   | Club bizertin        |
| 18 | A    | Saad Bguir             | 22 March 1994 (21 ans)     | Espérance de Tunis   |
| 19 | A    | Hichem Essifi          | 27 février 1987 (28 ans)   | Stade gabésien       |
| 20 | A    | Seifeddine Jaziri      | 11 février 1993 (22 ans)   | Club Africain        |
| 21 | D    | Zied Derbali           | 11 octobre 1984 (31 ans)   | Club sportif sfaxien |
| 22 | G    | Ali Jemal              | 9 juin 1990 (25 ans)       | Union Ben Guerdane   |
| 23 | A    | Ahmed Hosni            | 14 decembre 1988 (27 ans)  | Stade gabésien       |

### Maillot
Pour le championnat d'Afrique des nations 2011, l'équipementier de l'équipe, Burrda Sport, lui confectionne un maillot spécifique pour la compétition.
| Couleurs | Blanc et rouge |
| Marque   | Burrda Sport   |
| Domicile | Extérieur      |

## Compétition
Les éliminatoires du CHAN 2016 ont lieu dans un groupe composé de la Libye, du Maroc et de la Tunisie, sous la direction d'Henryk Kasperczak et qui se qualifie pour la phase finale avec une victoire, un match nul et deux défaites.
Hatem Missaoui mène l'équipe en phase de groupes au Rwanda, avec de deux nuls contre la Guinée (2-2) et le Nigeria (1-1) et une victoire sur le Niger (5-0), la plus grande de l'histoire du tournoi ; la Tunisie est toutefois éliminée en quarts de finale par le Mali (1-2).

### Phase de poules
| Rang | Équipe  | J | G | N | P | Bp | Bc | Diff | Pts |
| ---- | ------- | - | - | - | - | -- | -- | ---- | --- |
| 1    | Tunisie | 3 | 1 | 2 | 0 | 8  | 3  | +5   | 5   |
| 2    | Guinée  | 3 | 1 | 2 | 0 | 5  | 4  | +1   | 5   |
| 3    | Nigeria | 3 | 1 | 1 | 1 | 5  | 3  | +2   | 4   |
| 4    | Niger   | 3 | 0 | 1 | 2 | 3  | 11 | -8   | 1   |

| Journée 3             | Tunisie         | 2 - 2 | Guinée            | Stade régional Nyamirambo (en), Kigali |                            |
| 18 janvier 2016 15:00 | Akaichi 33e 50e |       | 40e 87e A. Camara | Arbitrage : Daniel Bennett             | Arbitrage : Daniel Bennett |

| Journée 7             | Tunisie     | 1 - 1 | Nigeria       | Stade régional Nyamirambo (en), Kigali |                          |
| 22 janvier 2016 15:00 | Akaichi 69e |       | 52e Chikatara | Arbitrage : Joshua Bondo               | Arbitrage : Joshua Bondo |

| Journée 11            | Niger | 0 - 5 | Tunisie                                                | Stade régional Nyamirambo (en), Kigali |                                   |
| 26 janvier 2016 16:00 |       | (0-2) | 5e 39e Bguir · 78e Akaichi · 80e Ben Amor · 91e Essifi | Arbitrage : Bamlak Tessema Weyesa      | Arbitrage : Bamlak Tessema Weyesa |

### Phase à élimination directe
| 31 janvier 2016 | Tunisie    | 1 - 2   | Mali                          | Stade régional Nyamirambo (en), Kigali |                                 |
| 15:00           | Moncer 14e | (1 - 0) | 70e (pen.) Dieng · 81e Diarra | Arbitrage : Hamada Nampiandraza        | Arbitrage : Hamada Nampiandraza |

## Statistiques

### Buteurs
| Buts | Joueurs            | Adversaires          |
| ---- | ------------------ | -------------------- |
| 3    | Ahmed Akaichi      | Guinée Nigeria Niger |
| 2    | Saad Bguir         | Niger                |
| 1    | Amine Ben Amor     | Niger                |
| 1    | Hichem Essifi      | Niger                |
| 1    | Mohamed Ali Moncer | Mali                 |

### Récompenses
- Meilleur buteur : Ahmed Akaichi avec 4 buts.